# Éli könyve
Az Éli könyve (eredeti cím: The Book of Eli) 2010-ben bemutatott amerikai posztapokaliptikus neo-western akciófilm, melyet Gary Whitta forgatókönyvéből Albert és Allen Hughes rendezett. A főszerepben Denzel Washington, Gary Oldman, Mila Kunis, Ray Stevenson és Jennifer Beals látható.
Az Amerikai Egyesült Államokban, 2010. január 15-én mutatták be. Magyarországon február 15-én jelent meg az InterCom Zrt. forgalmazásában.

## Cselekmény
|  | Alább a cselekmény részletei következnek! |

Harminc évvel a nukleáris apokalipszis után, Éli (Denzel Washington) a korábbi Egyesült Államokban vándorol nyugat felé: egy értékes könyvet visz magával, amit oda szeretne eljuttatni. Útközben megmutatja rejtett túlélési és harci képességeit a vadon élő állatok levadászásával, valamint egy csapat autópályás bandita megölésével, akik megpróbálják őt csapdába ejteni. Hamarosan megérkezik egy rozoga városba, amit Carnegie (Gary Oldman) épített és felügyel.
Carnegie megtapasztalja Éli intelligenciáját és harci képességeit, s ajánlatot tesz neki, hogy csatlakozzon csapatához, álljon szolgálatába és segítse hatalmi törekvéseit. Éli udvariasan visszautasítja az ajánlatot, de Carnegie „kötelezően marasztalja” egy éjszakára, hogy gondolja át az ajánlatot; Éli meggyőzésére szeretőt küld hozzá, vak élettársának (Jennifer Beals) fiatal leánya, Solara (Mila Kunis) személyében, az asszony kétségbeesett tiltakozása ellenére. Éli visszaküldené Solarát, de ezzel a lányt és anyját hozná nehéz helyzetbe, így a lány arra kéri, hogy mégis hadd maradhasson éjszakára, s reggel mondja azt Carnegie-nek, hogy jó volt. Ezen az éjszakán a lány akaratlanul is tudomást szerez Éli féltve őrzött könyvéről, a Bibliáról. Éli a vacsoránál megmutatja a lánynak az étkezések előtti hálaadást, amit a lány aztán másnap reggelinél anyjának is megmutat. Ennek fültanúja lesz Carnegie is, aki egyébként a Bibliát keresi már régóta, mert fel akarja használni uralmának kiépítésére, fenntartására, az embertömegek irányítására, mondván, hogy a Biblia reményt nyújt a nyomorultaknak ebben a kietlen világban. Carnegie kiszedi a lányból (azzal zsarolja, hogy anyjának fizikai fájdalmat okoz), milyen könyv van Élinél, akit azonban már nem találnak a cellájában, így Carnegie hajtóvadászatot indít embereivel és jobbkezével, Redridge-dzsel (Ray Stevenson) a könyv megszerzésére.
Solara, anyja utasítására Éli után indul. A lányt a keresés közben banditák támadják meg, és Éli menti meg az életét. A lány felajánlja, hogy megmutatja neki a közeli vízlelőhelyet, ha vele utazhat.
Redridge csak akkor hajlandó a bandájával Carnegie utasítására a könyv után indulni, ha megkaphatja Solarát Carnegie-től. Éli a lánnyal elér egy kis házhoz a sivár táj közepén, ahol egy öreg házaspár lakik. Ezt nem tudván odamennek a házhoz, és csapdába esnek, majd már éppen kiszabadulnának az emberevő öregek házából, amikor utolérik őket az üldözök. Mindkét oldalon van veszteség: a tűzharc során elesik a nyugdíjas házaspár. Carnegie megszerzi a könyvet, amelyen egy zár van, így nem tudja a helyszínen kinyitni. Megsebesíti Elit, ahogy azt korábban ő tette vele: egy láblövéssel; és elrabolják Solarát.
A konvoj elindul vissza a városkába, ám a lány ezt szabotálja és megöli Redridge-t és egy kocsival elindul vissza megmenteni Elit. Carnegie úgy dönt, nem megy utána, hanem visszatér a városba elfertőződött sebével, lázasan. Mikor visszaér, kinyitják a könyvet és szembesül vele, hogy az Braille-írással van írva és a vak feleségével akarja felolvastatni, aki azt hazudja, hogy már elfelejtett ilyen írást olvasni.
Az emberek fellázadnak és a város hatalmi rendszere szétesik. Ezalatt Éli és a lány eljut az egykor híres börtönbe, Alcatrazba, ahol találnak egy túlélő csoportot, akik próbáljak megmenteni azt, ami az emberiség kultúrájából megmaradt. Éli az ottani vezetőnek lediktálja az általa hozott Bibliát, amit fejből tud, kiegészítve saját gondolataival. A történet végén Solara Éli sírköve felett áll, majd elindul a kietlen pusztába.

## Szereplők
| Színész                  | Szerep                | Magyar hang      |
| ------------------------ | --------------------- | ---------------- |
| Denzel Washington        | Éli                   | Kálid Artúr      |
| Gary Oldman              | Carnegie              | Epres Attila     |
| Mila Kunis               | Solara                | Pikali Gerda     |
| Jennifer Beals           | Claudia               | Román Judit      |
| Ray Stevenson            | Redridge              | Schneider Zoltán |
| Tom Waits                | mérnök                | Reviczky Gábor   |
| Frances de la Tour       | Martha                | Horváth Zsuzsa   |
| Michael Gambon           | George                | Borbiczki Ferenc |
| Malcolm McDowell         | Lombardi              | Harsányi Gábor   |
| Evan Jones               | Martz                 | Nagy Sándor      |
| Joe Pingue               | Hoyt                  | Hannus Zoltán    |
| Chris Browning           | Az útonállók vezetője | Simon Kornél     |
| Lora Martinez-Cunningham | Női útonálló          | Balogh Anna      |
| Arron Shiver             | csapos                | Hamvas Dániel    |
| Justin Tade              | A város orvosa        | Tóth Roland      |

## Fogadtatás
A Metacritic oldalán a film értékelése 53% a 100-ból, ami 33 véleményen alapul. A Rotten Tomatoeson az Éli könyve 47%-os minősítést kapott, 203 kritikus értékelése alapján. Ugyanitt a nézők 64%-ra értékelték, 350.624 szavazat alapján